# Беренштайн, Яцек
Яцек Беренштайн (пол. Jacek Berensztajn; род. 16 октября 1973, Пётркув-Трыбунальский, Польша) — польский футболист и футбольный тренер. Выступал на позиции полузащитника. Провел 2 игры в национальной сборной.